# Scraptia pallens
Scraptia pallens es una especie de coleóptero de la familia Scraptiidae.

## Distribución geográfica
Habita en Sudamérica.